# 交響曲第1番 (プロコフィエフ)

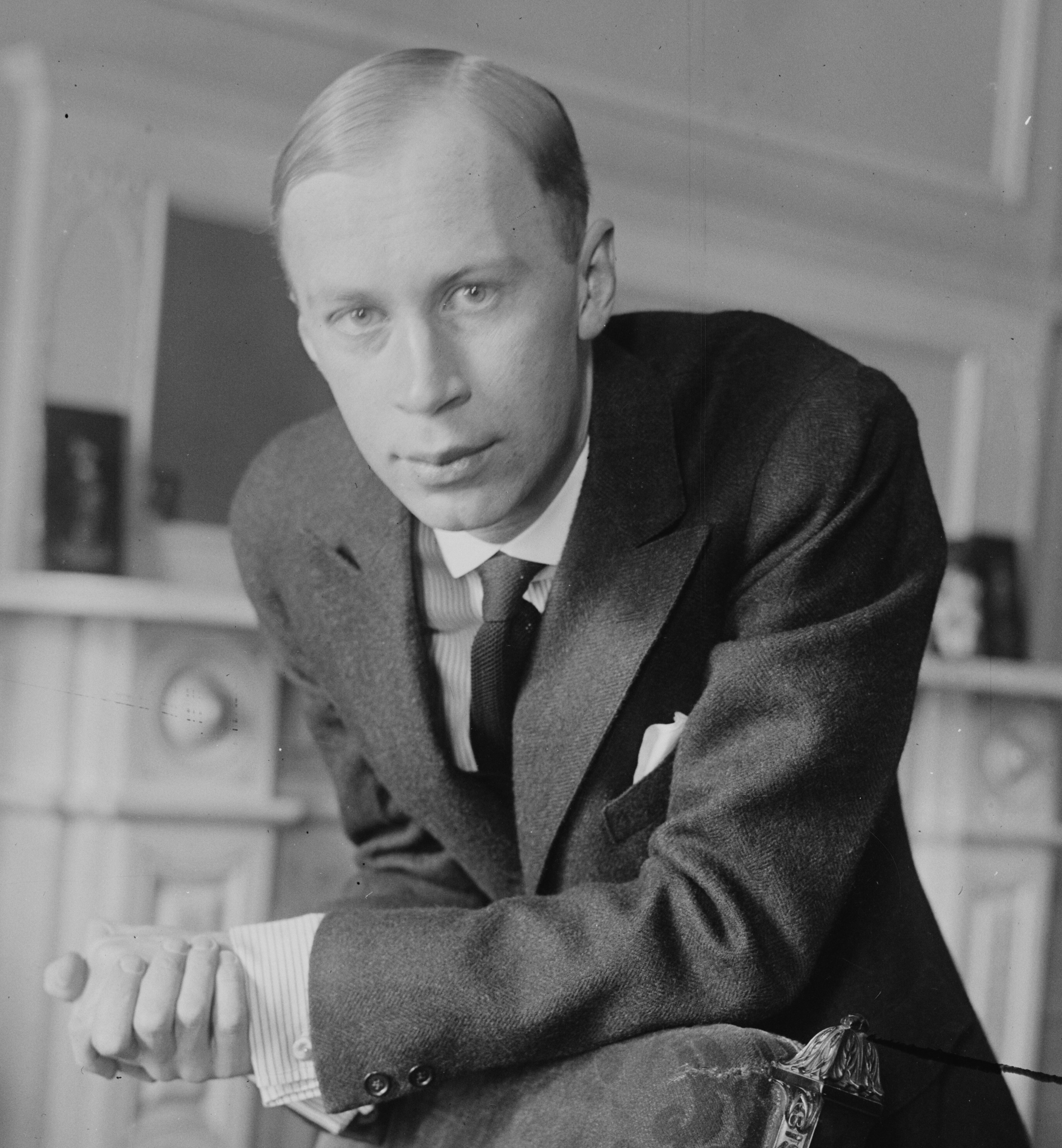
『古典交響曲』作曲翌年のプロコフィエフ（1918年）

『古典交響曲』（こてんこうきょうきょく、フランス語: Symphonie Classique）ニ長調 作品25は、ロシアの作曲家セルゲイ・プロコフィエフが1916年から1917年にかけて作曲した交響曲である。大胆な転調などプロコフィエフ独自の作風が見られるが、全体はハイドンの技法に基づいた18世紀風の音楽として書かれている。作曲者自身によって最初の交響曲と見なされた作品であり、交響曲第1番『古典』とも表記される。
4つの楽章からなり、演奏時間は約15分。オーケストラの編成は二管編成が採られている。

## 作曲と初演の経緯

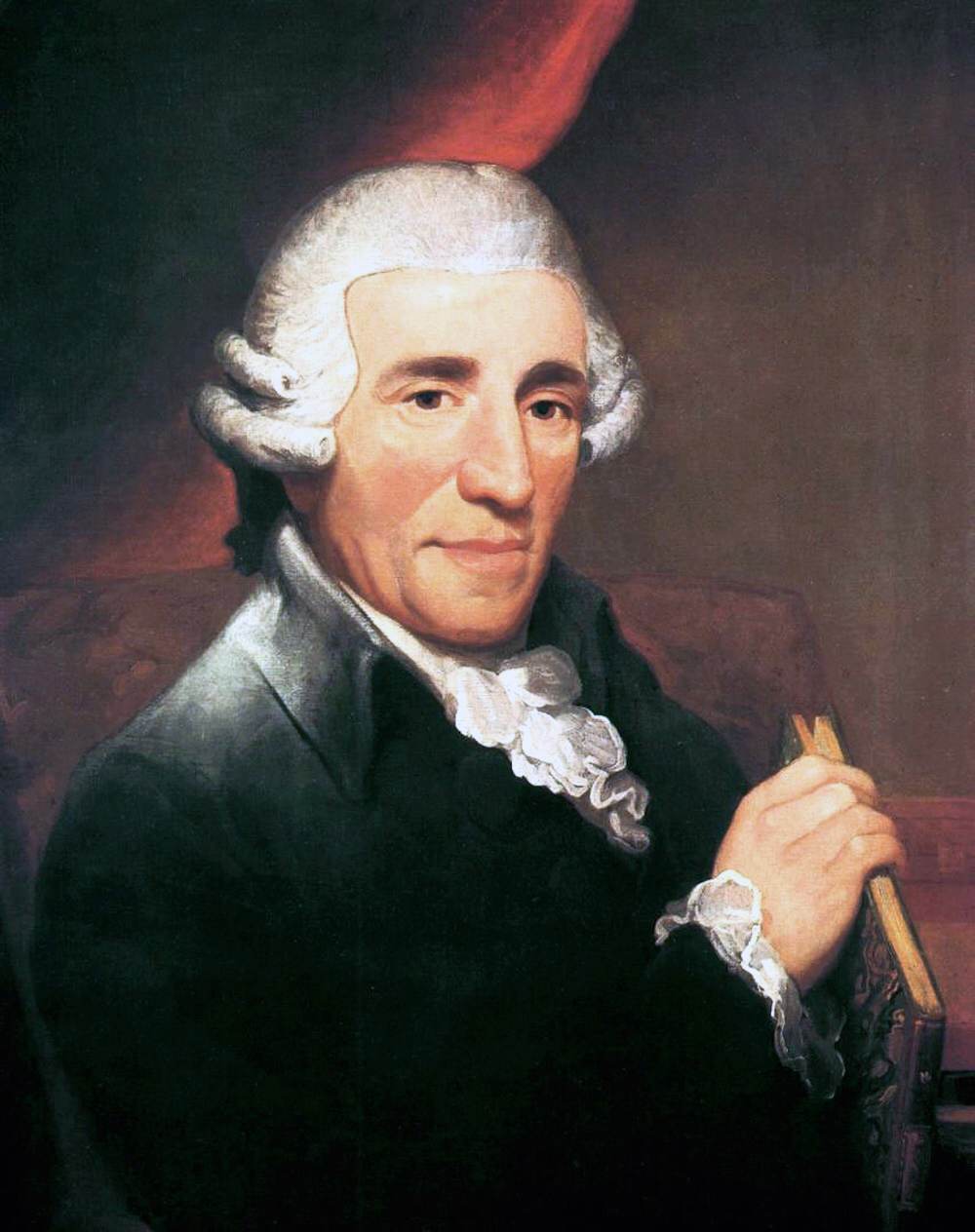
ハイドン

### 作曲の経緯

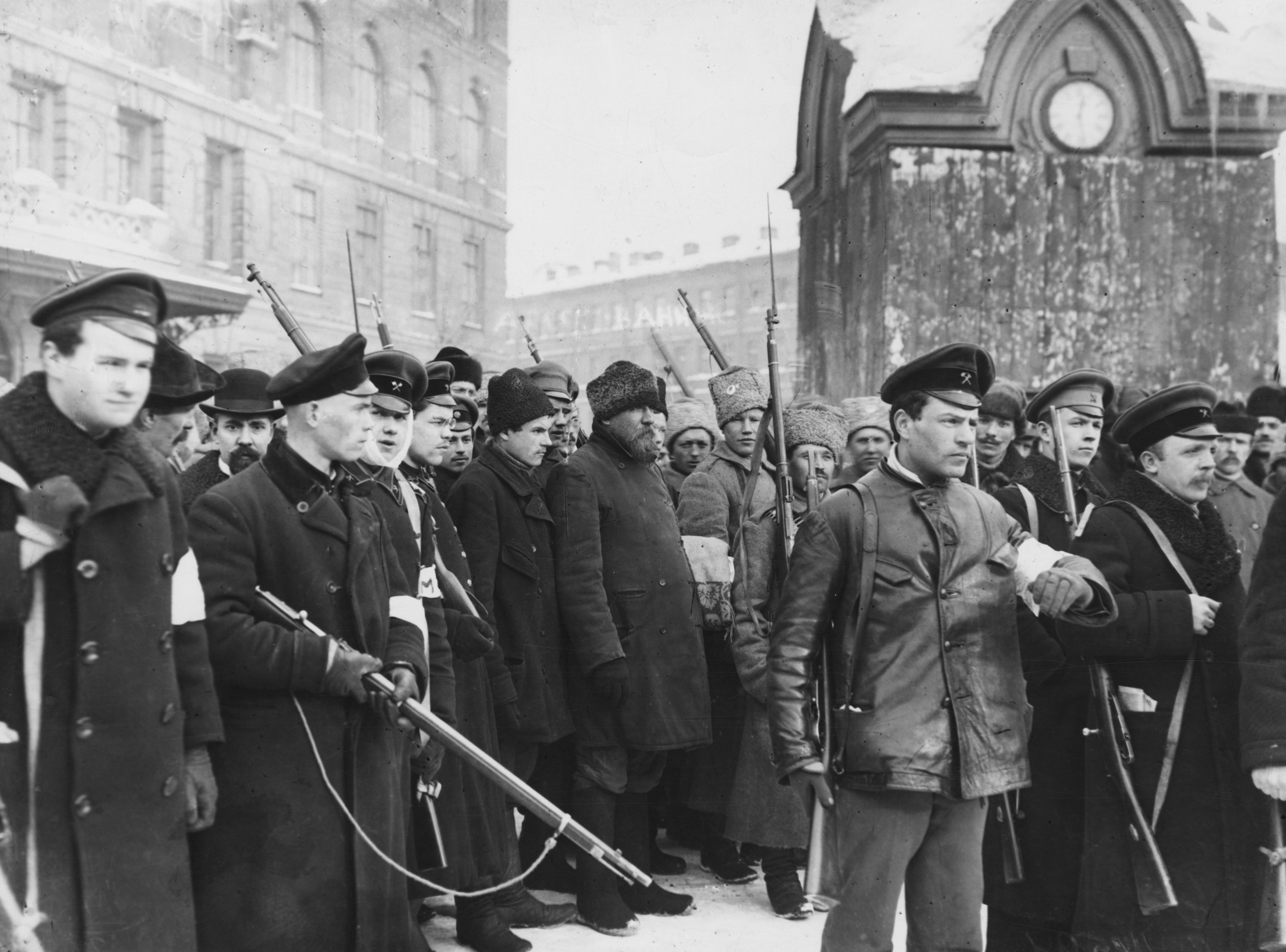
二月革命

セルゲイ・プロコフィエフはサンクトペテルブルク音楽院在学中から2曲のピアノ協奏曲をはじめとする作品を発表しており、1914年、23歳のときに同音楽院を優秀な成績で卒業した。
彼はピアノを弾いて音を確かめながら作曲することを常としていたが、頭の中だけで音楽を練り上げた方が良い楽想や響きが得られると考えており、交響曲の全ての楽章をピアノに頼らずに作曲してみたいという気持ちを抱いていた。この「難しい旅」への挑戦を実行に移すにあたって、プロコフィエフは在学中にニコライ・チェレプニンの教室で研究したハイドンの作曲技法をもとに「もしもハイドンが今でも生きていたら書いたであろう作品」に取り組むことを思い立ち、そのタイトルを『古典交響曲』とした。
『古典交響曲』は、1916年の段階で第3楽章「ガヴォット」が完成し第1楽章と第2楽章のスケッチが出来ていた。翌1917年に二月革命が始まると、プロコフィエフはペトログラード（現サンクトペテルブルク）の市街地を離れて近郊の田舎でこの年の夏を過ごし、ここで『ヴァイオリン協奏曲第1番』と並行して『古典交響曲』の作曲を進めた。プロコフィエフは田舎道を散歩しながら頭の中だけで作曲したという。

### 初演・出版の経緯
『古典交響曲』の初演は、1918年4月21日にペトログラードにおいて、作曲者が指揮する元ロシア帝室オーケストラによって行われた。聴衆は1916年に初演された『スキタイ組曲』のようなモダンな作品を期待していたが、プロコフィエフが一転して軽快で解り易く美しい作風を示したことに驚いたとされる。この初演から約半月後の5月7日、プロコフィエフは『スキタイ組曲』や『ピアノ協奏曲第1番』などとともに『古典交響曲』の楽譜を携えて旅立ち、ウラジオストックからロシアを出国、日本を経由してアメリカ合衆国に亡命した。
その後、音楽的に保守的なアメリカに嫌気が差したプロコフィエフは1923年からはパリで暮らすようになる。1925年には指揮者セルゲイ・クーセヴィツキーが創設した「ロシア音楽出版社（Editions Russes）」から『古典交響曲』の楽譜が出版された。また、プロコフィエフは1931年に『古典交響曲』全曲のピアノ編曲を行っている

### 「交響曲第1番」としての位置づけ
プロコフィエフは『古典交響曲』に先立ち、サンクトペテルブルク音楽院時代の1908年にホ短調の交響曲を作曲していたが、オーケストレーションが良くないため響きが悪く、未熟な作品であると判断してアンダンテの楽章を残して破棄している。また、1909年には『シンフォニエッタ』作品5が作曲されている。この曲は小さな編成のオーケストラによる明快な音楽を目指しており、『古典交響曲』と同じ路線の作品であるが演奏機会に恵まれず、後にプロコフィエフは「この2つの作品がこんなに違った運命をたどるのが理解できない。」と語っている
『古典交響曲』については、プロコフィエフは当初、厳密には「交響曲」と呼べない作品であると考えていたが、思い直してこれを自身の最初の交響曲に位置づけることとし、1925年に作曲した次の交響曲を『交響曲第2番』とした。

## 楽器編成
フルート2、オーボエ2、クラリネット2、ファゴット2、ホルン2、トランペット2、ティンパニ3、弦五部

## 曲の構成
以下の4つの楽章で構成される。演奏時間は約15分。編成や形式など古典的なスタイルの音楽となっているが、単なる模倣ではなく、大胆な転調や和声の使い方などにプロコフィエフらしさが表れている。しかし、プロコフィエフにとってこのような作風は一過性のものであり、彼はイーゴリ・ストラヴィンスキーの新古典的な音楽については否定的であった。
- 第1楽章 アレグロ
ニ長調、2分の2拍子、ソナタ形式[2]。
第1主題はニ長調で現れた後ハ長調で確保される[2]。フルートによる推移主題を経て第2主題が属調のイ長調で提示され、冒頭の音型から派生した小結尾（譜例）が続く[2]。提示部の反復は行われず、1小節の全休止の後に展開部に入る[25]。再現部では第1主題が主調のニ長調ではなくハ長調で再現され、推移主題の再現からニ長調に戻る[2]。

- 第2楽章 ラルゲット
イ長調、4分の3拍子、三部形式[2]。
譜例の前奏に始まり、主部と中間部の動機を核としている[2]。強弱をつけて比較させるやり方に古典派音楽の特徴が色濃く現れている[2]。

- 第3楽章 ガヴォッタ：ノン・トロッポ・アレグロ
ニ長調、4分の4拍子[2]。
古典派の交響曲でよくあるメヌエットのかわりに、古典組曲に由来するガヴォットが用いられている[2]（譜例）。この楽章はポピュラーな作品になり、『交響曲第3番』（1928年）のソ連での初演（1933年）が行われた際にプロコフィエフは「『3つのオレンジへの恋』の行進曲と『古典交響曲』のガヴォットのみでわたしを判断してもらいたくはない[26]。」と述べている。なお、この「ガヴォット」は、後のバレエ音楽『ロメオとジュリエット』（1935年）において、舞踏会から客人が帰るシーン（第1幕第2場）の音楽に転用されている[27]。

- 第4楽章 フィナーレ：モルト・ヴィヴァーチェ
ニ長調、2分の2拍子、ソナタ形式[28]。
第4楽章については最初に書かれたバージョンが破棄され、完全に作り直されて現行のものとなった[9]。書き直す際にプロコフィエフは短調の和音を避けることに努めたとされる[29]。ニ長調の分散和音による第1主題で開始され、この楽章では提示部が反復される[30]。展開部では結尾主題（譜例）のストレッタが聞かれる[28]。